# San Francisco del Monte de Oro
San Francisco del Monte de Oro es la localidad cabecera del departamento Ayacucho, provincia de San Luis, Argentina.

## Historia
Antes de la llegada de los españoles, estas tierras eran poseídas por Lorenzo Colocasi, casado con Clara Chutun. El primer español que habitó el valle fue el capitán Hernando Muñoz, quien contrajo matrimonio con Inés Colocasi, hija de los ya mencionados
Años más tarde, el capitán Domingo Sánchez Chaparro, vecino de San Juan, solicitó al gobernador de Chile Don Juan Henríquez que le otorgara en merced diez mil cuadras “en un valle que llaman de San Francisco", en la jurisdicción de la ciudad de San Luis. Sánchez Chaparro obtuvo la merced y tomó posesión de las referidas tierras el 16 de abril de 1674. No obstante, esta posesión fue contradicha por el capitán Hernando Muñoz, quien manifestó que hacía catorce años que habitaba ese paraje, originalmente conocido como Chutunzo.
A mediados del siglo XVIII existió en el lugar una capilla dedicada a San Francisco de Asís, y don Julián Iturri impartía enseñanza a los niños del valle, pues el Cabildo, a solicitud del obispo Juan González Melgarejo, lo había designado maestro de esa población, llamada también San Francisco del Monte.

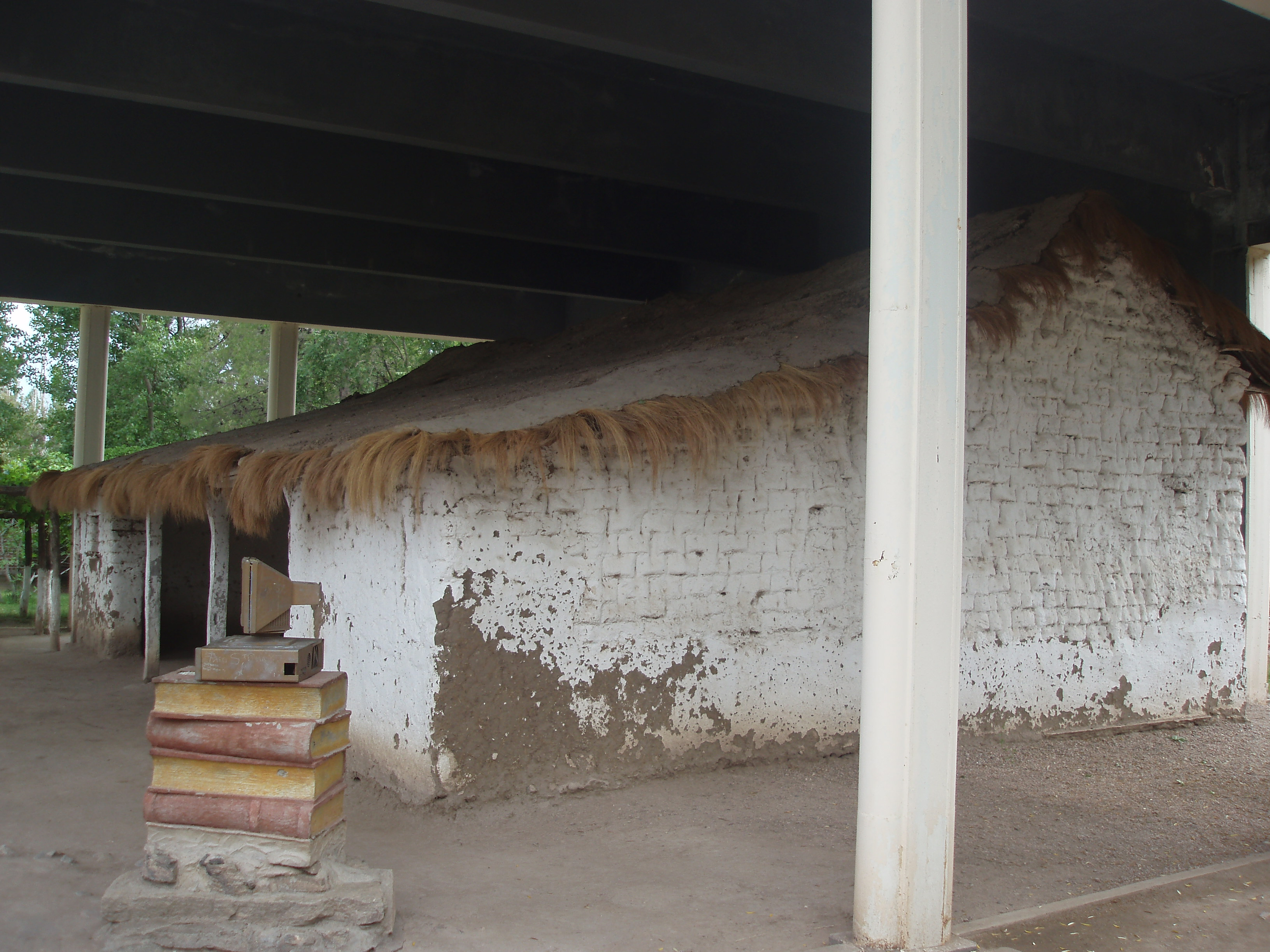
Escuela de Sarmiento en San Francisco del Monte de Oro, declarada Monumento Histórico Nacional en 1941.

En 1825 se instaló el sacerdote José de Oro, proveniente de San Juan. Lo acompañó su sobrino Domingo Faustino Sarmiento, quien dejó constancia de su accionar en San Francisco del Monte de Oro. En el libro “Recuerdos de Provincia”, Sarmiento relata que en 1826, cuando tenía 15 años, fundó aquí una escuela donde él mismo era el maestro.
El núcleo de la población antigua (lo que ahora se denomina Banda Sur) se agrupaba alrededor de la plaza. Al informarse que se había destruido el techo de la capilla y que sus murallas estaban inútiles, en 1858 el gobernador de San Luis Justo Daract ordenó edificar un templo nuevo, del otro lado del río. Según el historiador Urbano J. Núñez, este proyecto, si bien se vio demorado, fue el origen de la Villa Nueva o Banda Norte, como generalmente se la denomina. 
En 1936 el pueblo fue afectado por el Terremoto de San Luis.
En 2007 se sanciona la Ley 26.293 que declara a San Francisco del Monte de Oro como "Cuna de la Educación Pública y del Maestro".

## Población
En 2010, el resultado del censo había sido de 3,732 habitantes (Indec, 2010) y en el Censo 2001 3,295 habitantes. 
Según el censo 2022 la población total del municipio fue de 5,239 personas. En tanto, el número de viviendas registradas fue de 2289.
| Gráfica de evolución demográfica de San Francisco del Monte de Oro entre 1869 y 2022 |
|                                                                                      |
| Fuente: Censos nacionales del INDEC                                                  |

## Parroquias de la Iglesia católica
| Diócesis  | San Luis              |
| --------- | --------------------- |
| Parroquia | San Francisco de Asís |